# Lygistorrhina legrandi
Lygistorrhina legrandi är en tvåvingeart som beskrevs av Loïc Matile 1990. Lygistorrhina legrandi ingår i släktet Lygistorrhina och familjen Lygistorrhinidae.
Artens utbredningsområde är Gabon. Inga underarter finns listade i Catalogue of Life.